# Malihat al-Atasz
Malihat al-Atasz (arab. مليحة العطش) – miejscowość w Syrii, w muhafazie Dara. W 2004 roku liczyła 3150 mieszkańców.